# Hilariusz Illinicz
Hilariusz (Hilary) Illinicz (ur. 22 listopada 1894 w Łodzi, zm. 14 października 1981, tamże) – z wykształcenia prawnik, z zawodu biegły księgowy, działacz krajoznawstwa łódzkiego, przewodnik, prekursor turystyki motorowej w Łodzi.

## Życiorys
Urodził się 22 listopada 1894 w Łodzi. W okresie międzywojennym pracował w Zarządzie Miejskim. Po wojnie początkowo był członkiem (wraz z Janem Waltratusem) Prezydium Tymczasowego Zarządu Miejskiego Łodzi, zatwierdzonego 22 stycznia 1945 przez Pełnomocnika Rządu Tymczasowego, a potem pracował w Sądzie Wojewódzkim.
Z turystyką zetknął się w 1910 podczas wycieczki organizowanej przez Łódzki Oddział Polskiego Towarzystwa Krajoznawczego (PTK) (pod kierownictwem prezesa Oddziału Wacława Klossa) do Ojcowa. O swych młodzieńczych wycieczkach i podróżach krajoznawczych napisał wspomnienia drukowane w Biuletynie ZW PTTK w Łodzi (obecnie to Kwartalnik Krajoznawczy Regionalnej Pracowni Krajoznawczej PTTK w Łodzi „Wędrownik”, w 2008 r. ukazał się numer 400). Do PTK wstąpił w 1919, a członkiem Polskiego Towarzystwa Tatrzańskiego (PTT) został w 1923. W okresie międzywojennym był przez kilka lat członkiem Komisji Rewizyjnej Oddziału PTK. Po reaktywowaniu Oddziału w 1946 wszedł w skład Komisji Rewizyjnej, a od marca 1951 do śmierci był członkiem, wiceprzewodniczącym i przez 1 kadencję (1962–1963) przewodniczącym Komisji Rewizyjnej Łódzkiego Oddziału Polskiego Towarzystwa Turystyczno-Krajoznawczego (PTTK).
Działał w Towarzystwie Cyklistów, a w 1932 był współorganizatorem oddziału Polskiego Związku Motorowego w Łodzi i do wybuchu wojny pełnił funkcję prezesa tej organizacji. Jako jeden z pierwszych w Łodzi nabył duży motocykl i uczył jak wykorzystywać ten środek lokomocji do poszerzania wiedzy krajoznawczej. W 1938 stworzył Komisję Wczasów dla Pracowników Zarządu Miejskiego w Łodzi i stanął na jej czele. Na organizowanych wczasach (głównie zimowych) pełnił – obok funkcji organizacyjnych – obowiązki instruktora narciarskiego. Działalność Komisji Wczasów opisał także we wspomnianym Biuletynie ZW PTTK w Łodzi. W latach 30. XX w. dokonał przejścia grzbietami Karpat Wschodnich jako przewodnik grupy kilku kobiet – działaczek organizacji kobiecej. Wspomnienia z tej wyprawy opublikowali przewodnicy studenccy z Warszawy w swoim wydawnictwie.
Brat: Antoni Illinicz, sędzia i wiceprezes (1930 – IX 1937) Sądu Okręgowego w Łodzi; od IX 1937 sędzia apelacyjny w Warszawie.
Odznaczony został m.in.:
- Złotą Odznaką „Zasłużony Działacz Turystyki”,
- Złotą Honorową Odznaką PTTK,
- Medalem 100-lecia Turystyki Polskiej,
- Medalem Aleksandra Janowskiego,
- Odznaką „Za zasługi dla ZW PTTK w Łodzi” (legitymacja nr 1),
- Medalem XXV-lecia Łódzkiego Oddziału PTTK i innymi.

Zmarł 14 października 1981 w Łodzi. Pochowany został na Starym Cmentarzu przy ul. Ogrodowej w Łodzi.